# Bank Hapoalim
Bank Hapoalim é um banco comercial israelense, sediado em Tel Aviv.

## História
O banco foi estabelecido em 1921, pela confederação sindical israelita Histadrut.

## Ver também

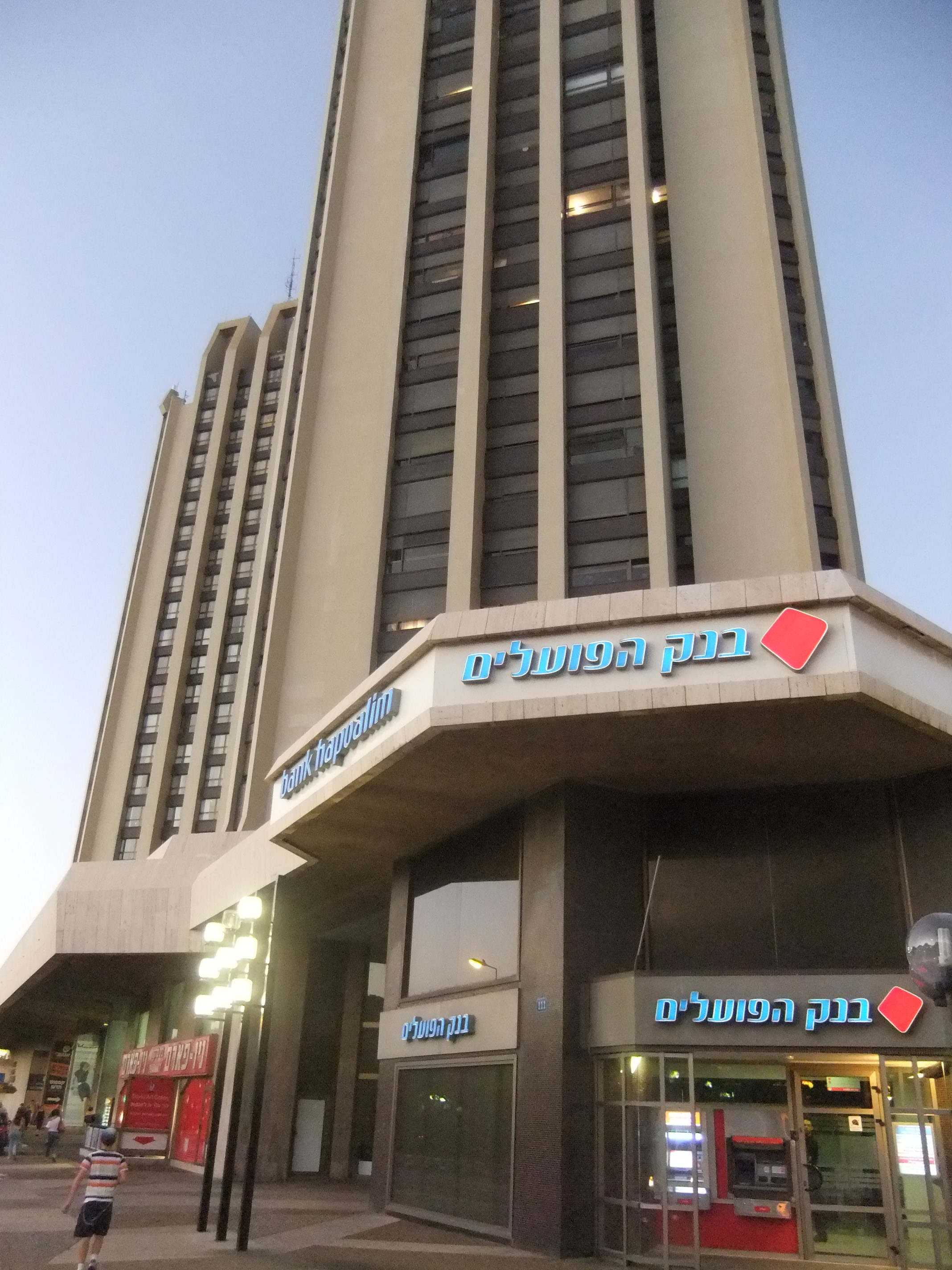
Sede do Hapoalim, em Haifa